# Torneo Apertura 2022 (Guatemala)
El Torneo Apertura 2022 fue el 47.º torneo corto del fútbol guatemalteco, dio inicio a la temporada 2022-23 de la Liga Nacional de Fútbol de Guatemala. 
Este torneo contó con 12 equipos, marcando el regreso de Deportivo Mixco tras su descenso prematuro por la cancelación de la liga 2019-20 fruto de la pandemia; además, Xinabajul Huehue regresa a la liga nacional tras más de 10 años y dos refundaciones.
Tras la reforma a las competencias de clubes de Concacaf, Cobán Imperial, ganador de este torneo se convirtió a su vez en el primer equipo guatemalteco en clasificarse a la Copa Centroamericana de Concacaf 2023.

## Sistema de competición
Para esta edición, se continuará con el formato habitual de un grupo único de 12 equipos que jugarán 22 partidos en cuatro meses y medio para definir a ocho clasificados a cuartos de final.
El torneo se divide en dos partes:
- Fase de clasificación: Formado por los 132 partidos en las 22 jornadas disputadas.
- Fase final: Reclasificación a semifinales, semifinales y final

### Fase de clasificación
Los 12 equipos participantes jugarán una ronda clasificatoria de todos contra todos en visita recíproca, terminando en 22 fechas de 6 partidos cada una, para un total de 132 partidos clasificatorios. Se utiliza un sistema de puntos, que se presenta así:
- Por victoria, se obtendrán 3 puntos.
- Por empate, se obtendrá 1 punto.
- Por derrota no se obtendrán puntos.

Los partidos que conformen cada fecha, así como el orden de estos serán definidos por sorteo antes de comenzar la competición.
Al finalizar las 22 jornadas, la tabla se ordenará con base en los clubes que hayan obtenido la mayoría de puntos, en caso de empates, se toman los siguientes criterios:
1. Puntos
2. Puntos obtenidos entre los equipos empatados
3. Diferencial de goles
4. Goles anotados
5. Goles anotados en condición visitante.

### Fase final
Al finalizar las 22 fechas totales, los primeros 8 equipos de la tabla general clasifican a la fase final.
Los ocho clubes calificados para esta fase del torneo serán reubicados de acuerdo con el lugar que ocupen en la tabla General al término de la fecha 22, con el puesto del número uno al club mejor clasificado, y así hasta el número 8. Los partidos a esta fase se desarrollarán a visita, en las siguientes etapas:
- Cuartos de final
- Semifinales
- Final

Los partidos de cuartos de final se jugarán de la siguiente manera:
2.° vs 7.°
3.° vs 6.°
4.° vs 5.°
En las semifinales participarán los cuatro clubes vencedores de cuartos de final, reubicándolos del uno al cuatro, de acuerdo a su mejor posición en la tabla General de clasificación al término de la jornada 22 del torneo correspondiente, enfrentándose:
2.° vs 3.°

## Equipos participantes

### Cambios desde la temporada anterior
| Pos. | Descendidos de la Liga Nacional 2021-22 |
| ---- | --------------------------------------- |
| 11.º | CSD Sololá                              |
| 12.º | Nueva Concepción                        |

| Pos.  | Ascendidos de la Primera División 2021-22 |
| ----- | ----------------------------------------- |
| 1.º   | Deportivo Mixco                           |
| Prom. | Xinabajul Huehuetenango                   |

### Equipos por departamento
| Departamento   | N.º | Equipos                                     |
| -------------- | --- | ------------------------------------------- |
| Guatemala      | 3   | Comunicaciones, Municipal y Deportivo Mixco |
| Escuintla      | 2   | Santa Lucía Cotzumalguapa e Iztapa          |
| El Progreso    | 1   | Guastatoya                                  |
| San Marcos     | 1   | Malacateco                                  |
| Alta Verapaz   | 1   | Cobán Imperial                              |
| Huehuetenango  | 1   | CSD Xinabajul-Huehue                        |
| Quetzaltenango | 1   | Xelajú                                      |
| Sacatepéquez   | 1   | Antigua                                     |
| Jutiapa        | 1   | Achuapa                                     |

### Información general
| Equipo           | Entrenador                 | Ciudad                    | Estadio                   | Capacidad | Fundación      | Patrocinadores | Kit            |
| ---------------- | -------------------------- | ------------------------- | ------------------------- | --------- | -------------- | --- | -------------- |
| Achuapa          | Ramón Maradiaga            | El Progreso               | Winston Pineda            | 6,000     | 1932 (93 años) | Ver lista MUNI El Progreso Banrural                                                                                  | NS Sport       |
| Antigua GFC      | Ramiro Cepeda              | Antigua Guatemala         | Pensativo                 | 10,000    | 1959 (66 años) | Ver lista Municipalidad AG Betcris Bantrab Glucosoral                                                                | Joma           |
| Cobán Imperial   | Roberto Montoya            | Cobán                     | José Ángel Rossi          | 7,000     | 1936 (89 años) | Ver lista Municipalidad Cobán Domino's Pizza Bantrab Pepsi Mayafert Betcris Alutech                                  | MG Sports      |
| Comunicaciones   | Willy Coito Olivera        | Ciudad de Guatemala       | Doroteo Guamuch Flores    | 27,000    | 1949 (76 años) | Ver lista Z Gas Banrural Gana 777                                                                                    | Kelme          |
| Guastatoya       | Mario Acevedo              | Guastatoya                | David Cordón Hichos       | 3,100     | 2010 (15 años) | Ver lista Top 1 Oil Banrural MUNI Guastatoya SISTECOM                                                                | NET Sportswear |
| Iztapa           | Richard Parra              | Iztapa                    | El Morón                  | 4,800     | 2001 (24 años) | Ver lista Z Gas Banrural StarBus                                                                                     | Tuto Sport     |
| Malacateco       | Israel Hernández           | Malacatán                 | Santa Lucía               | 5,500     | 1962 (62 años) | Ver lista ACREDICOM Farmacias Batres Grupo Santa Lucía StarBus MUNI Malacatán Banrural Betcris                       | Silver Sport   |
| Mixco            | Julio Gómez                | Mixco                     | Santo Domingo             | 5,200     | 1964 (58 años) | Ver lista Top 1 Oil Z Gas MUNI Mixco Banrural                                                                        | JM12           |
| Municipal        | Juan Antonio Torres Servin | Ciudad de Guatemala       | El Trébol                 | 7,500     | 1936 (89 años) | Ver lista Z Gas Banrural Betcris                                                                                     | Umbro          |
| Santa Lucía      | Matías Tatangelo           | Santa Lucía Cotzumalguapa | Santa Lucía Cotzumalguapa | 9,000     | 2011 (14 años) | Ver lista Domino's Pizza TAG Airlines Municipalidad SLC Agrícola Sevares Bantrab SISTECOM Tropigas                   | NET Sportswear |
| Xelajú MC        | Marvin Amarini Villatoro   | Quetzaltenango            | Mario Camposeco           | 12,500    | 1942 (83 años) | Ver lista Betcris Banrural Pepsi Elektra                                                                             | DMS Pro        |
| Xinabajul Huehue | Pablo Centrone             | Huehuetenango             | Los Cuchumatanes          | 5,433     | 1980 (42 años) | Ver lista Muni Huehue Clínica Integral SIV EOM Banrural Power Gym Cristóbal Colón Distribuidora Karen FFACSA StarBus | Orion          |

### Cambios de entrenador
| Apertura    | Apertura                   | Apertura            | Apertura         | Apertura | Apertura               | Apertura         |
| Equipo      | Entrenador saliente        | Salida              | Fecha            | Posición | Reemplazo              | Acuerdo          |
| ----------- | -------------------------- | ------------------- | ---------------- | -------- | ---------------------- | ---------------- |
| Santa Lucía | Matías Tatangelo           | Ruptura de contrato | 5 de septiembre  | 12.°     | Juan Cortés Diéguez    | 6 de septiembre  |
| Malacateco  | Israel Hernández           | Ruptura de contrato | 18 de septiembre | 8.°      | Adrián García Arias    | 24 de septiembre |
| Mixco       | Julio Gómez                | Ruptura de contrato | 6 de octubre     | 11.°     | Douglas Sequeira       | 6 de octubre     |
| Municipal   | Juan Antonio Torres Servin | Ruptura de contrato | 18 de octubre    | 7.°      | José Saturnino Cardozo | 20 de octubre    |

## Fase de Clasificación

### Tabla General
| Pos. | Equipo                    | Pts. | PJ | G  | E  | P  | GF | GC | Dif. | Clasificación    |
| ---- | ------------------------- | ---- | -- | -- | -- | -- | -- | -- | ---- | ---------------- |
| 1    | Antigua GFC               | 41   | 22 | 12 | 5  | 5  | 47 | 27 | +20  | Cuartos de Final |
| 2    | Cobán Imperial            | 39   | 22 | 11 | 6  | 5  | 35 | 27 | +8   | Cuartos de Final |
| 3    | Comunicaciones            | 39   | 22 | 11 | 6  | 5  | 33 | 25 | +8   | Cuartos de Final |
| 4    | Malacateco                | 34   | 22 | 10 | 4  | 8  | 30 | 26 | +4   | Cuartos de Final |
| 5    | Municipal                 | 33   | 22 | 9  | 6  | 7  | 31 | 22 | +9   | Cuartos de Final |
| 6    | Guastatoya                | 30   | 22 | 7  | 9  | 6  | 20 | 18 | +2   | Cuartos de Final |
| 7    | Xelajú MC                 | 29   | 22 | 7  | 8  | 7  | 29 | 22 | +7   | Cuartos de Final |
| 8    | Achuapa                   | 28   | 22 | 7  | 7  | 8  | 27 | 37 | −10  | Cuartos de Final |
| 9    | Iztapa                    | 27   | 22 | 7  | 6  | 9  | 31 | 35 | −4   |                  |
| 10   | Xinabajul Huehue          | 26   | 22 | 7  | 5  | 10 | 23 | 29 | −6   |                  |
| 11   | Deportivo Mixco           | 16   | 22 | 2  | 10 | 10 | 17 | 35 | −18  |                  |
| 12   | Santa Lucía Cotzumalguapa | 15   | 22 | 3  | 6  | 13 | 20 | 40 | −20  |                  |

Actualizado a los partidos jugados el 27 de noviembre de 2022.
 Fuente: Página oficial Página oficial de Soccerway(id)
Criterios de clasificación: Puntos · Diferencia de goles · Goles a favor · Enfrentamiento directo

### Evolución de la clasificación
| Equipo           | 1  | 2  | 3  | 4  | 5  | 6  | 7  | 8  | 9  | 10 | 11 | 12     | 13     | 14     | 15    | 16     | 17     | 18     | 19 | 20 | 21 | 22 |
| ---------------- | -- | -- | -- | -- | -- | -- | -- | -- | -- | -- | -- | ------ | ------ | ------ | ----- | ------ | ------ | ------ | -- | -- | -- | -- |
| Antigua GFC      | 3  | 4  | 2  | 4  | 6  | 2  | 4  | 6  | 5  | 6  | 5  | 7(-1)  | 8(-1)  | 7(-1)  | 2     | 2(-1)  | 2(-1)  | 1(-1)  | 1  | 1  | 1  | 1  |
| Cobán Imperial   | 1  | 1  | 1  | 1  | 1  | 1  | 1  | 1  | 1  | 2  | 1  | 1(-1)  | 1(-1)  | 2(-1)  | 3(-1) | 3(-2)  | 3(-1)  | 3(-1)  | 3  | 3  | 3  | 2  |
| Comunicaciones   | 9  | 9  | 10 | 7  | 7  | 8  | 10 | 7  | 4  | 5  | 7  | 8(-1)  | 7(-1)  | 1      | 1     | 1(-1)  | 1(-1)  | 2(-1)  | 2  | 2  | 2  | 3  |
| Malacateco       | 7  | 3  | 5  | 2  | 4  | 4  | 5  | 5  | 7  | 9  | 8  | 5      | 5      | 3      | 4     | 5(-1)  | 7(-1)  | 4(-1)  | 4  | 4  | 4  | 4  |
| Municipal        | 11 | 11 | 9  | 6  | 2  | 3  | 2  | 2  | 2  | 3  | 2  | 2(-1)  | 2(-1)  | 5(-1)  | 7(-1) | 9(-2)  | 10(-1) | 6(-1)  | 6  | 6  | 5  | 5  |
| Guastatoya       | 6  | 8  | 4  | 5  | 5  | 6  | 6  | 4  | 6  | 4  | 4  | 6      | 6      | 10     | 6     | 4      | 4      | 9      | 8  | 7  | 6  | 6  |
| Xelajú MC        | 2  | 2  | 3  | 3  | 3  | 5  | 3  | 3  | 3  | 1  | 3  | 3(-1)  | 3(-1)  | 6(-1)  | 8(-1) | 10(-1) | 8      | 5      | 5  | 5  | 7  | 7  |
| Achuapa          | 8  | 6  | 7  | 8  | 8  | 12 | 9  | 11 | 9  | 8  | 6  | 4      | 4      | 4      | 5     | 7      | 9      | 10     | 9  | 10 | 8  | 8  |
| Iztapa           | 12 | 10 | 11 | 10 | 9  | 9  | 7  | 8  | 10 | 11 | 10 | 10(-1) | 9(-1)  | 8(-1)  | 9(-1) | 6(-1)  | 5      | 7      | 7  | 8  | 9  | 9  |
| Xinabajul Huehue | 5  | 7  | 8  | 9  | 12 | 11 | 12 | 10 | 8  | 7  | 9  | 9(-1)  | 10(-1) | 9      | 10    | 8      | 6      | 8      | 10 | 9  | 10 | 10 |
| Mixco            | 10 | 12 | 12 | 12 | 10 | 7  | 8  | 9  | 11 | 10 | 11 | 11(-1) | 11(-1) | 11(-1) | 12    | 11     | 12     | 12     | 12 | 11 | 12 | 11 |
| Santa Lucía      | 4  | 5  | 6  | 11 | 11 | 10 | 11 | 12 | 12 | 12 | 12 | 12     | 12     | 12     | 11    | 12(-1) | 11(-1) | 11(-1) | 11 | 12 | 11 | 12 |

### Resumen de fechas
Celeste - Juego de local
Gris - Juego de visita
| Equipo           | 1     | 2     | 3     | 4     | 5     | 6     | 7     | 8     | 9     | 10    | 11    | 12    | 13    | 14    | 15    | 16    | 17    | 18    | 19    | 20    | 21    | 22    |
| ---------------- | ----- | ----- | ----- | ----- | ----- | ----- | ----- | ----- | ----- | ----- | ----- | ----- | ----- | ----- | ----- | ----- | ----- | ----- | ----- | ----- | ----- | ----- |
| Achuapa          | SLC   | MUN   | COB   | XIN   | IZT   | ANT   | MAL   | COM   | GST   | MIX   | XEL   | SLC   | MUN   | COB   | XIN   | IZT   | ANT   | MAL   | COM   | GST   | MIX   | XEL   |
| Achuapa          | 0 - 1 | 1 - 0 | 2 - 3 | 1 - 1 | 1 - 1 | 0 - 6 | 2 - 1 | 0 - 3 | 2 - 0 | 2 - 2 | 1 - 0 | 2 - 1 | 1 - 1 | 2 - 2 | 2 - 2 | 1 - 4 | 0 - 3 | 0 - 1 | 2 - 1 | 0 - 2 | 4 - 1 | 1 - 1 |
| Antigua GFC      | MIX   | XEL   | SLC   | MUN   | COB   | ACH   | IZT   | XIN   | MAL   | COM   | GST   | MIX   | XEL   | SLC   | MUN   | COB   | ACH   | IZT   | XIN   | MAL   | COM   | GST   |
| Antigua GFC      | 2 - 0 | 2 - 2 | 3 - 0 | 0 - 3 | 1 - 3 | 6 - 0 | 1 - 4 | 1 - 2 | 2 - 1 | 2 - 2 | 1 - 1 | 2 - 0 | 2 - 2 | 3 - 2 | 1 - 0 | 2 - 0 | 3 - 0 | 4 - 1 | 3 - 0 | 1 - 2 | 3 - 0 | 2 - 2 |
| Cobán Imperial   | MUN   | XIN   | ACH   | IZT   | ANT   | MAL   | COM   | GST   | MIX   | XEL   | SLC   | MUN   | XIN   | ACH   | IZT   | ANT   | MAL   | COM   | GST   | MIX   | XEL   | SLC   |
| Cobán Imperial   | 4 - 1 | 3 - 1 | 3 - 2 | 3 - 4 | 3 - 1 | 0 - 1 | 2 - 1 | 0 - 3 | 0 - 0 | 0 - 1 | 2 - 1 | 0 - 0 | 1 - 1 | 2 - 2 | 1 - 0 | 0 - 2 | 2 - 1 | 2 - 2 | 1 - 0 | 2 - 2 | 1 - 0 | 3 - 1 |
| Comunicaciones   | XIN   | GST   | MIX   | XEL   | SLC   | MUN   | COB   | ACH   | IZT   | ANT   | MAL   | XIN   | GST   | MIX   | XEL   | SLC   | MUN   | COB   | ACH   | IZT   | ANT   | MAL   |
| Comunicaciones   | 0 - 1 | 0 - 0 | 1 - 1 | 1 - 0 | 1 - 1 | 2 - 2 | 1 - 2 | 3 - 0 | 2 - 0 | 2 - 2 | 2 - 4 | 1 - 0 | 1 - 0 | 3 - 1 | 1 - 0 | 2 - 1 | 3 - 2 | 2 - 2 | 1 - 2 | 2 - 0 | 0 - 3 | 2 - 1 |
| Guastatoya       | MAL   | COM   | XIN   | MIX   | XEL   | SLC   | MUN   | COB   | ACH   | IZT   | ANT   | MAL   | COM   | XIN   | MIX   | XEL   | SLC   | MUN   | COB   | ACH   | IZT   | ANT   |
| Guastatoya       | 0 - 0 | 0 - 0 | 1 - 0 | 0 - 0 | 1 - 1 | 1 - 1 | 0 - 0 | 3 - 0 | 0 - 2 | 3 - 0 | 1 - 1 | 1 - 1 | 0 - 1 | 0 - 3 | 1 - 0 | 2 - 1 | 0 - 1 | 1 - 3 | 0 - 1 | 2 - 0 | 1 - 0 | 2 - 2 |
| Iztapa           | XEL   | SLC   | MUN   | COB   | ACH   | XIN   | ANT   | MAL   | COM   | GST   | MIX   | XEL   | SLC   | MUN   | COB   | ACH   | XIN   | ANT   | MAL   | COM   | GST   | MIX   |
| Iztapa           | 0 - 3 | 1 - 1 | 0 - 1 | 4 - 3 | 1 - 1 | 1 - 1 | 4 - 1 | 1 - 1 | 0 - 2 | 0 - 3 | 3 - 0 | 1 - 1 | 3 - 2 | 3 - 2 | 0 - 1 | 4 - 1 | 0 - 1 | 1 - 4 | 2 - 1 | 0 - 2 | 0 - 1 | 2 - 2 |
| Malacateco       | GST   | MIX   | XEL   | SLC   | MUN   | COB   | ACH   | IZT   | ANT   | XIN   | COM   | GST   | MIX   | XEL   | SLC   | MUN   | COB   | ACH   | IZT   | ANT   | XIN   | COM   |
| Malacateco       | 0 - 0 | 3 - 0 | 0 - 1 | 3 - 1 | 1 - 4 | 1 - 0 | 1 - 2 | 1 - 1 | 1 - 2 | 1 - 3 | 4 - 2 | 1 - 1 | 2 - 0 | 1 - 0 | 1 - 1 | 1 - 0 | 1 - 2 | 1 - 0 | 1 - 2 | 2 - 1 | 2 - 1 | 1 - 2 |
| Mixco            | ANT   | MAL   | COM   | GST   | XIN   | XEL   | SLC   | MUN   | COB   | ACH   | IZT   | ANT   | MAL   | COM   | GST   | XIN   | XEL   | SLC   | MUN   | COB   | ACH   | IZT   |
| Mixco            | 0 - 2 | 0 - 3 | 1 - 1 | 0 - 0 | 2 - 0 | 2 - 0 | 1 - 1 | 1 - 4 | 0 - 0 | 2 - 2 | 0 - 3 | 0 - 2 | 0 - 2 | 1 - 3 | 0 - 1 | 1 - 1 | 1 - 1 | 0 - 0 | 0 - 1 | 2 - 2 | 1 - 4 | 2 - 2 |
| Municipal        | COB   | ACH   | IZT   | ANT   | MAL   | COM   | GST   | MIX   | XEL   | SLC   | XIN   | COB   | ACH   | IZT   | ANT   | MAL   | COM   | GST   | MIX   | XEL   | SLC   | XIN   |
| Municipal        | 1 - 4 | 0 - 1 | 1 - 0 | 3 - 0 | 4 - 1 | 2 - 2 | 0 - 0 | 4 - 1 | 1 - 1 | 0 - 1 | 2 - 0 | 0 - 0 | 1 - 1 | 2 - 3 | 0 - 1 | 0 - 1 | 2 - 3 | 3 - 1 | 1 - 0 | 1 - 1 | 2 - 0 | 1 - 0 |
| Santa Lucía      | ACH   | IZT   | ANT   | MAL   | COM   | GST   | MIX   | XEL   | XIN   | MUN   | COB   | ACH   | IZT   | ANT   | MAL   | COM   | GST   | MIX   | XEL   | XIN   | MUN   | COB   |
| Santa Lucía      | 1 - 0 | 1 - 1 | 0 - 3 | 1 - 3 | 1 - 1 | 1 - 1 | 1 - 1 | 1 - 4 | 0 - 2 | 1 - 0 | 1 - 2 | 1 - 2 | 2 - 3 | 2 - 3 | 1 - 1 | 1 - 2 | 1 - 0 | 0 - 0 | 1 - 4 | 1 - 2 | 0 - 2 | 1 - 3 |
| Xelajú MC        | IZT   | ANT   | MAL   | COM   | GST   | MIX   | XIN   | SLC   | MUN   | COB   | ACH   | IZT   | ANT   | MAL   | COM   | GST   | MIX   | XIN   | SLC   | MUN   | COB   | ACH   |
| Xelajú MC        | 3 - 0 | 2 - 2 | 1 - 0 | 0 - 1 | 1 - 1 | 0 - 2 | 3 - 1 | 4 - 1 | 1 - 1 | 1 - 0 | 0 - 1 | 1 - 1 | 2 - 2 | 0 - 1 | 0 - 1 | 1 - 2 | 1 - 1 | 2 - 0 | 4 - 1 | 1 - 1 | 0 - 1 | 1 - 1 |
| Xinabajul Huehue | COM   | COB   | GST   | ACH   | MIX   | IZT   | XEL   | ANT   | SLC   | MAL   | MUN   | COM   | COB   | GST   | ACH   | MIX   | IZT   | XEL   | ANT   | SLC   | MAL   | MUN   |
| Xinabajul Huehue | 1 - 0 | 1 - 3 | 0 - 1 | 1 - 1 | 0 - 2 | 1 - 1 | 1 - 3 | 2 - 1 | 2 - 0 | 3 - 1 | 0 - 2 | 0 - 1 | 1 - 1 | 3 - 0 | 2 - 2 | 1 - 1 | 1 - 0 | 0 - 2 | 0 - 3 | 2 - 1 | 1 - 2 | 0 - 1 |

## Fechas
| Fecha 1                                                             | Fecha 1   | Fecha 1        | Fecha 1             | Fecha 1     | Fecha 1 | Fecha 1            | Fecha 1    | Fecha 1   |
| Local                                                               | Resultado | Visitante      | Estadio             | Fecha       | Hora    | Árbitro            | Amonestado | Expulsado |
| ------------------------------------------------------------------- | --------- | -------------- | ------------------- | ----------- | ------- | ------------------ | ---------- | --------- |
| Municipal                                                           | 1 - 4     | Cobán Imperial | El Trébol           | 23 de julio | 15:00   | Cristhofer Corado  | 3          | -         |
| Xelajú MC                                                           | 3 - 0     | Iztapa         | Mario Camposeco     | 23 de julio | 20:00   | Omar Galindo       | 3          | -         |
| Santa Lucía                                                         | 1 - 0     | Achuapa        | Cotzumalguapa       | 24 de julio | 11:00   | Astrid Gramajo     | 7          | 2         |
| Guastatoya                                                          | 0 - 0     | Malacateco     | David Cordón Hichos | 24 de julio | 15:00   | Wildomar Ramírez   | 3          | -         |
| Xinabajul Huehue                                                    | 1 - 0     | Comunicaciones | Los Cuchumatanes    | 24 de julio | 17:00   | Mario Escobar Toca | 3          | 1         |
| Deportivo Mixco                                                     | 0 - 2     | Antigua GFC    | Santo Domingo       | 24 de julio | 17:00   | Walter López       | 4          | 1         |
| Goles (promedio): 12 (2 por partido) Tarjetas amarillas/rojas: 23/4 |           |                |                     |             |         |                    |            |           |

| Fecha 2                                                                | Fecha 2   | Fecha 2          | Fecha 2     | Fecha 2     | Fecha 2 | Fecha 2            | Fecha 2    | Fecha 2   |
| Local                                                                  | Resultado | Visitante        | Estadio     | Fecha       | Hora    | Árbitro            | Amonestado | Expulsado |
| ---------------------------------------------------------------------- | --------- | ---------------- | ----------- | ----------- | ------- | ------------------ | ---------- | --------- |
| Cobán Imperial                                                         | 3 - 1     | Xinabajul Huehue | Verapaz     | 30 de julio | 15:30   | Esteban Carrillo   | 7          | 1         |
| Antigua GFC                                                            | 2 - 2     | Xelajú MC        | Pensativo   | 30 de julio | 19:00   | Luis Jorge Escobar | 4          | -         |
| Malacateco                                                             | 3 - 0     | Deportivo Mixco  | Santa Lucía | 31 de julio | 11:00   | Armando Reyna      | 3          | -         |
| Achuapa                                                                | 1 - 0     | Municipal        | El Cóndor   | 31 de julio | 11:00   | Mario Escobar Toca | 2          | -         |
| Iztapa                                                                 | 1 - 1     | Santa Lucía      | El Morón    | 31 de julio | 12:00   | Julio Luna         | 4          | -         |
| Comunicaciones                                                         | 0 - 0     | Guastatoya       | Nacional    | 31 de julio | 18:00   | Ignacio Fuentes    | 7          | -         |
| Goles (promedio): 14 (2.33 por partido) Tarjetas amarillas/rojas: 27/1 |           |                  |             |             |         |                    |            |           |

| Fecha 3                                                                | Fecha 3   | Fecha 3          | Fecha 3             | Fecha 3     | Fecha 3 | Fecha 3            | Fecha 3    | Fecha 3   |
| Local                                                                  | Resultado | Visitante        | Estadio             | Fecha       | Hora    | Árbitro            | Amonestado | Expulsado |
| ---------------------------------------------------------------------- | --------- | ---------------- | ------------------- | ----------- | ------- | ------------------ | ---------- | --------- |
| Cobán Imperial                                                         | 3 - 2     | Achuapa          | Verapaz             | 4 de agosto | 15:00   | Bryan López        | 2          | -         |
| Deportivo Mixco                                                        | 1 - 1     | Comunicaciones   | Santo Domingo       | 6 de agosto | 18:00   | Wildomar Ramírez   | 4          | -         |
| Xelajú MC                                                              | 1 - 0     | Malacateco       | Mario Camposeco     | 6 de agosto | 20:00   | Ignacio Fuentes    | 12         | 1         |
| Santa Lucía                                                            | 0 - 3     | Antigua GFC      | Cotzumalguapa       | 7 de agosto | 11:00   | Mario Escobar Toca | 5          | 1         |
| Municipal                                                              | 1 - 0     | Iztapa           | El Trébol           | 7 de agosto | 15:00   | Armando Reyna      | 8          | -         |
| Guastatoya                                                             | 1 - 0     | Xinabajul Huehue | David Cordón Hichos | 7 de agosto | 15:00   | Cristhofer Corado  | 6          | -         |
| Goles (promedio): 13 (2.16 por partido) Tarjetas amarillas/rojas: 37/2 |           |                  |                     |             |         |                    |            |           |

| Fecha 4                                                                | Fecha 4   | Fecha 4         | Fecha 4             | Fecha 4      | Fecha 4 | Fecha 4            | Fecha 4    | Fecha 4   |
| Local                                                                  | Resultado | Visitante       | Estadio             | Fecha        | Hora    | Árbitro            | Amonestado | Expulsado |
| ---------------------------------------------------------------------- | --------- | --------------- | ------------------- | ------------ | ------- | ------------------ | ---------- | --------- |
| Malacateco                                                             | 3 - 1     | Santa Lucía     | Santa Lucía         | 10 de agosto | 11:00   | Wildomar Ramírez   | 7          | -         |
| Iztapa                                                                 | 4 - 3     | Cobán Imperial  | El Morón            | 10 de agosto | 12:00   | Mario Escobar Toca | 1          | -         |
| Guastatoya                                                             | 0 - 0     | Deportivo Mixco | David Cordón Hichos | 10 de agosto | 15:00   | Bryan Fernández    | 4          | -         |
| Xinabajul Huehue                                                       | 1 - 1     | Achuapa         | Los Cuchumatanes    | 10 de agosto | 16:00   | Armando Reyna      | 6          | 1         |
| Comunicaciones                                                         | 1 - 0     | Xelajú MC       | Nacional            | 10 de agosto | 18:00   | Cristhofer Corado  | 11         | -         |
| Antigua GFC                                                            | 0 - 3     | Municipal       | Pensativo           | 10 de agosto | 20:00   | Bryan López        | 6          | -         |
| Goles (promedio): 17 (2.83 por partido) Tarjetas amarillas/rojas: 35/1 |           |                 |                     |              |         |                    |            |           |

| Fecha 5                                                                | Fecha 5   | Fecha 5          | Fecha 5         | Fecha 5      | Fecha 5 | Fecha 5            | Fecha 5    | Fecha 5   |
| Local                                                                  | Resultado | Visitante        | Estadio         | Fecha        | Hora    | Árbitro            | Amonestado | Expulsado |
| ---------------------------------------------------------------------- | --------- | ---------------- | --------------- | ------------ | ------- | ------------------ | ---------- | --------- |
| Santa Lucía                                                            | 1 - 1     | Comunicaciones   | Cotzumalguapa   | 13 de agosto | 13:00   | Bryan López        | 7          | 1         |
| Municipal                                                              | 4 - 1     | Malacateco       | El Trébol       | 13 de agosto | 15:00   | Julio Luna         | 3          | -         |
| Deportivo Mixco                                                        | 2 - 0     | Xinabajul Huehue | Santo Domingo   | 13 de agosto | 18:00   | Mario Escobar Toca | 6          | -         |
| Xelajú MC                                                              | 1 - 1     | Guastatoya       | Mario Camposeco | 13 de agosto | 20:00   | Armando Reyna      | 3          | -         |
| Cobán Imperial                                                         | 3 - 1     | Antigua GFC      | Verapaz         | 14 de agosto | 11:00   | Wildomar Ramírez   | 5          | -         |
| Achuapa                                                                | 1 - 1     | Iztapa           | El Cóndor       | 14 de agosto | 11:00   | Walter López       | 2          | -         |
| Goles (promedio): 17 (2.83 por partido) Tarjetas amarillas/rojas: 27/1 |           |                  |                 |              |         |                    |            |           |

| Fecha 6                                                                | Fecha 6   | Fecha 6        | Fecha 6             | Fecha 6      | Fecha 6 | Fecha 6            | Fecha 6    | Fecha 6   |
| Local                                                                  | Resultado | Visitante      | Estadio             | Fecha        | Hora    | Árbitro            | Amonestado | Expulsado |
| ---------------------------------------------------------------------- | --------- | -------------- | ------------------- | ------------ | ------- | ------------------ | ---------- | --------- |
| Antigua GFC                                                            | 6 - 0     | Achuapa        | Pensativo           | 20 de agosto | 18:00   | Mario Escobar Toca | 4          | 2         |
| Deportivo Mixco                                                        | 2 - 0     | Xelajú MC      | Santo Domingo       | 20 de agosto | 18:00   | Bryan López        | 7          | -         |
| Comunicaciones                                                         | 2 - 2     | Municipal      | Nacional            | 20 de agosto | 20:00   | Walter López       | 4          | -         |
| Malacateco                                                             | 1 - 0     | Cobán Imperial | Santa Lucía         | 21 de agosto | 12:15   | Armando Reyna      | 4          | -         |
| Guastatoya                                                             | 1 - 1     | Santa Lucía    | David Cordón Hichos | 21 de agosto | 15:00   | Julio Luna         | 8          | -         |
| Xinabajul Huehue                                                       | 1 - 1     | Iztapa         | Los Cuchumatanes    | 21 de agosto | 17:00   | Wildomar Ramírez   | 6          | -         |
| Goles (promedio): 17 (2.83 por partido) Tarjetas amarillas/rojas: 33/2 |           |                |                     |              |         |                    |            |           |

| Fecha 7                                                                | Fecha 7   | Fecha 7          | Fecha 7         | Fecha 7      | Fecha 7 | Fecha 7            | Fecha 7    | Fecha 7   |
| Local                                                                  | Resultado | Visitante        | Estadio         | Fecha        | Hora    | Árbitro            | Amonestado | Expulsado |
| ---------------------------------------------------------------------- | --------- | ---------------- | --------------- | ------------ | ------- | ------------------ | ---------- | --------- |
| Cobán Imperial                                                         | 2 - 1     | Comunicaciones   | Verapaz         | 27 de agosto | 15:30   | Julio Luna         | 8          | -         |
| Xelajú MC                                                              | 3 - 1     | Xinabajul Huehue | Mario Camposeco | 27 de agosto | 20:00   | Walter López       | 5          | 1         |
| Achuapa                                                                | 2 - 1     | Malacateco       | El Cóndor       | 28 de agosto | 11:00   | Bryan López        | 3          | -         |
| Iztapa                                                                 | 4 - 1     | Antigua GFC      | El Morón        | 28 de agosto | 12:00   | Armando Reyna      | 7          | 1         |
| Santa Lucía                                                            | 1 - 1     | Deportivo Mixco  | Cotzumalguapa   | 28 de agosto | 13:15   | Ignacio Fuentes    | 6          | -         |
| Municipal                                                              | 0 - 0     | Guastatoya       | El Trébol       | 28 de agosto | 15:00   | Mario Escobar Toca | 5          | -         |
| Goles (promedio): 17 (2.83 por partido) Tarjetas amarillas/rojas: 34/2 |           |                  |                 |              |         |                    |            |           |

| Fecha 8                                                               | Fecha 8   | Fecha 8        | Fecha 8             | Fecha 8      | Fecha 8 | Fecha 8            | Fecha 8    | Fecha 8   |
| Local                                                                 | Resultado | Visitante      | Estadio             | Fecha        | Hora    | Árbitro            | Amonestado | Expulsado |
| --------------------------------------------------------------------- | --------- | -------------- | ------------------- | ------------ | ------- | ------------------ | ---------- | --------- |
| Malacateco                                                            | 1 - 1     | Iztapa         | Santa Lucía         | 31 de agosto | 12:15   | Walter López       | 2          | -         |
| Guastatoya                                                            | 3 - 0     | Cobán Imperial | David Cordón Hichos | 31 de agosto | 15:00   | Bryan López        | 7          | -         |
| Xinabajul Huehue                                                      | 2 - 1     | Antigua GFC    | Los Cuchumatanes    | 31 de agosto | 16:00   | Ignacio Fuentes    | 5          | 1         |
| Comunicaciones                                                        | 3 - 0     | Achuapa        | Nacional            | 31 de agosto | 18:00   | Mario Escobar Toca | 6          | -         |
| Deportivo Mixco                                                       | 1 - 4     | Municipal      | Santo Domingo       | 31 de agosto | 19:00   | Bryan Fernández    | 3          | -         |
| Xelajú MC                                                             | 4 - 1     | Santa Lucía    | Mario Camposeco     | 31 de agosto | 20:00   | Cristhofer Corado  | 3          | -         |
| Goles (promedio): 21 (3.5 por partido) Tarjetas amarillas/rojas: 26/6 |           |                |                     |              |         |                    |            |           |

| Fecha 9                                                                | Fecha 9   | Fecha 9          | Fecha 9       | Fecha 9         | Fecha 9 | Fecha 9            | Fecha 9    | Fecha 9   |
| Local                                                                  | Resultado | Visitante        | Estadio       | Fecha           | Hora    | Árbitro            | Amonestado | Expulsado |
| ---------------------------------------------------------------------- | --------- | ---------------- | ------------- | --------------- | ------- | ------------------ | ---------- | --------- |
| Municipal                                                              | 1 - 1     | Xelajú MC        | El Trébol     | 3 de septiembre | 15:00   | Ignacio Fuentes    | 10         | 1         |
| Cobán Imperial                                                         | 0 - 0     | Deportivo Mixco  | Verapaz       | 3 de septiembre | 15:30   | Cristhofer Corado  | 6          | -         |
| Achuapa                                                                | 2 - 0     | Guastatoya       | El Cóndor     | 4 de septiembre | 11:00   | Walter López       | 1          | -         |
| Iztapa                                                                 | 0 - 2     | Comunicaciones   | El Morón      | 4 de septiembre | 12:00   | Bryan López        | 7          | -         |
| Santa Lucía                                                            | 0 - 2     | Xinabajul Huehue | Cotzumalguapa | 4 de septiembre | 13:15   | Luis Escobar       | 5          | -         |
| Antigua GFC                                                            | 2 - 1     | Malacateco       | Pensativo     | 4 de septiembre | 19:00   | Mario Escobar Toca | 6          | -         |
| Goles (promedio): 11 (1.83 por partido) Tarjetas amarillas/rojas: 35/1 |           |                  |               |                 |         |                    |            |           |

| Fecha 10                                                               | Fecha 10  | Fecha 10       | Fecha 10            | Fecha 10         | Fecha 10 | Fecha 10           | Fecha 10   | Fecha 10  |
| Local                                                                  | Resultado | Visitante      | Estadio             | Fecha            | Hora     | Árbitro            | Amonestado | Expulsado |
| ---------------------------------------------------------------------- | --------- | -------------- | ------------------- | ---------------- | -------- | ------------------ | ---------- | --------- |
| Deportivo Mixco                                                        | 2 - 2     | Achuapa        | Santo Domingo       | 10 de septiembre | 18:00    | Bryan López        | 3          | -         |
| Comunicaciones                                                         | 2 - 2     | Antigua GFC    | Nacional            | 10 de septiembre | 18:00    | Walter López       | 7          | -         |
| Xelajú MC                                                              | 1 - 0     | Cobán Imperial | Mario Camposeco     | 10 de septiembre | 20:00    | Bryan Fernández    | 5          | 1         |
| Santa Lucía                                                            | 1 - 0     | Municipal      | Cotzumalguapa       | 11 de septiembre | 11:00    | Armando Reyna      | 5          | -         |
| Guastatoya                                                             | 3 - 0     | Iztapa         | David Cordón Hichos | 11 de septiembre | 15:00    | Mario Escobar Toca | 6          | 1         |
| Xinabajul Huehue                                                       | 3 - 1     | Malacateco     | Los Cuchumatanes    | 11 de septiembre | 17:00    | Cristhofer Corado  | 5          | -         |
| Goles (promedio): 17 (2.83 por partido) Tarjetas amarillas/rojas: 31/2 |           |                |                     |                  |          |                    |            |           |

| Fecha 11                                                               | Fecha 11  | Fecha 11         | Fecha 11    | Fecha 11         | Fecha 11 | Fecha 11          | Fecha 11   | Fecha 11  |
| Local                                                                  | Resultado | Visitante        | Estadio     | Fecha            | Hora     | Árbitro           | Amonestado | Expulsado |
| ---------------------------------------------------------------------- | --------- | ---------------- | ----------- | ---------------- | -------- | ----------------- | ---------- | --------- |
| Municipal                                                              | 2 - 0     | Xinabajul Huehue | El Trébol   | 17 de septiembre | 15:00    | Wálter López      | 5          | -         |
| Cobán Imperial                                                         | 2 - 1     | Santa Lucía      | Verapaz     | 17 de septiembre | 15:30    | Bryan López       | 7          | 1         |
| Antigua GFC                                                            | 1 - 1     | Guastatoya       | Pensativo   | 17 de septiembre | 19:00    | Cristhofer Corado | 4          | 1         |
| Achuapa                                                                | 1 - 0     | Xelajú MC        | El Cóndor   | 18 de septiembre | 11:00    | Armando Reyna     | 9          | 1         |
| Iztapa                                                                 | 3 - 0     | Deportivo Mixco  | El Morón    | 18 de septiembre | 12:00    | Julio Luna        | 2          | -         |
| Malacateco                                                             | 4 - 2     | Comunicaciones   | Santa Lucía | 18 de septiembre | 12:15    | Ignacio Fuentes   | 7          | -         |
| Goles (promedio): 17 (2.83 por partido) Tarjetas amarillas/rojas: 34/3 |           |                  |             |                  |          |                   |            |           |

| Fecha 12                                                               | Fecha 12  | Fecha 12         | Fecha 12    | Fecha 12         | Fecha 12 | Fecha 12           | Fecha 12   | Fecha 12  |
| Local                                                                  | Resultado | Visitante        | Estadio     | Fecha            | Hora     | Árbitro            | Amonestado | Expulsado |
| ---------------------------------------------------------------------- | --------- | ---------------- | ----------- | ---------------- | -------- | ------------------ | ---------- | --------- |
| Achuapa                                                                | 2 - 1     | Santa Lucía      | El Cóndor   | 25 de septiembre | 10:00    | Mario Escobar Toca | 6          | 1         |
| Malacateco                                                             | 1 - 1     | Guastatoya       | Santa Lucía | 25 de septiembre | 12:15    | Julio Luna         | -          | -         |
| Comunicaciones                                                         | 1 - 0     | Xinabajul Huehue | Nacional    | 5 de octubre     | 19:00    | Armando Reyna      | 6          | -         |
| Antigua GFC                                                            | 2 - 0     | Deportivo Mixco  | Pensativo   | 12 de octubre    | 19:00    | Mario Escobar Toca | 7          | 2         |
| Iztapa                                                                 | 1 - 1     | Xelajú MC        | El Morón    | 26 de octubre    | 12:00    | Kevin Cacao        | 5          | 1         |
| Cobán Imperial                                                         | 0 - 0     | Municipal        | Verapaz     | 2 de noviembre   | 15:00    | Mario Noriega      | 11         | 1         |
| Goles (promedio): 10 (0.83 por partido) Tarjetas amarillas/rojas: 35/5 |           |                  |             |                  |          |                    |            |           |

| Fecha 13                                                                                                | Fecha 13  | Fecha 13       | Fecha 13            | Fecha 13     | Fecha 13 | Fecha 13           | Fecha 13   | Fecha 13  |
| Local                                                                                                   | Resultado | Visitante      | Estadio             | Fecha        | Hora     | Árbitro            | Amonestado | Expulsado |
| --- | --------- | -------------- | ------------------- | ------------ | -------- | ------------------ | ---------- | --------- |
| Municipal                                                                                               | 1 - 1     | Achuapa        | El Trébol           | 1 de octubre | 15:00    | Bryan López        | 5          | -         |
| Deportivo Mixco                                                                                         | 0 - 2     | Malacateco     | Santo Domingo       | 1 de octubre | 18:00    | Armando Reyna      | 10         | -         |
| Xelajú MC                                                                                               | 2 - 2     | Antigua GFC    | Mario Camposeco     | 1 de octubre | 20:00    | Ignacio Fuentes    | 9          | -         |
| Guastatoya                                                                                              | 0 - 1     | Comunicaciones | David Cordón Hichos | 2 de octubre | 11:00    | Mario Escobar Toca | 3          | -         |
| Santa Lucía                                                                                             | 2 - 3     | Iztapa         | Cotzumalguapa       | 2 de octubre | 13:00    | Walter López       | 2          | -         |
| Xinabajul Huehue                                                                                        | 1 - 1     | Cobán Imperial | Los Cuchumatanes    | 2 de octubre | 17:00    | Julio Luna         | 7          | -         |
| Goles (promedio): 16 (2.67 por partido) Tarjetas amarillas/rojas: 36/0 Primera fecha sin tarjetas rojas |           |                |                     |              |          |                    |            |           |

| Fecha 14                                                               | Fecha 14  | Fecha 14        | Fecha 14         | Fecha 14     | Fecha 14 | Fecha 14           | Fecha 14   | Fecha 14  |
| Local                                                                  | Resultado | Visitante       | Estadio          | Fecha        | Hora     | Árbitro            | Amonestado | Expulsado |
| ---------------------------------------------------------------------- | --------- | --------------- | ---------------- | ------------ | -------- | ------------------ | ---------- | --------- |
| Comunicaciones                                                         | 3 - 1     | Deportivo Mixco | Nacional         | 8 de octubre | 18:00    | Julio Luna         | 7          | 1         |
| Antigua GFC                                                            | 3 - 2     | Santa Lucía     | Pensativo        | 8 de octubre | 20:00    | Kevin Cacao        | 4          | 1         |
| Achuapa                                                                | 2 - 2     | Cobán Imperial  | El Cóndor        | 9 de octubre | 11:00    | Walter López       | 9          | 3         |
| Iztapa                                                                 | 3 - 2     | Municipal       | El Morón         | 9 de octubre | 12:00    | Mario Escobar Toca | 2          | 3         |
| Malacateco                                                             | 1 - 0     | Xelajú MC       | Santa Lucía      | 9 de octubre | 13:15    | Bryan López        | 7          | -         |
| Xinabajul Huehue                                                       | 3 - 0     | Guastatoya      | Los Cuchumatanes | 9 de octubre | 17:00    | Cristhofer Corado  | 6          | -         |
| Goles (promedio): 22 (3.67 por partido) Tarjetas amarillas/rojas: 35/8 |           |                 |                  |              |          |                    |            |           |

| Fecha 15                                                               | Fecha 15  | Fecha 15         | Fecha 15        | Fecha 15      | Fecha 15 | Fecha 15           | Fecha 15   | Fecha 15  |
| Local                                                                  | Resultado | Visitante        | Estadio         | Fecha         | Hora     | Árbitro            | Amonestado | Expulsado |
| ---------------------------------------------------------------------- | --------- | ---------------- | --------------- | ------------- | -------- | ------------------ | ---------- | --------- |
| Cobán Imperial                                                         | 1 - 0     | Iztapa           | Verapaz         | 15 de octubre | 15:30    | Cristhofer Corado  | 4          | -         |
| Deportivo Mixco                                                        | 0 - 1     | Guastatoya       | Santo Domingo   | 15 de octubre | 18:00    | Bryan López        | 4          | -         |
| Xelajú MC                                                              | 0 - 1     | Comunicaciones   | Mario Camposeco | 15 de octubre | 20:00    | Walter López       | 3          | -         |
| Achuapa                                                                | 2 - 2     | Xinabajul Huehue | El Cóndor       | 16 de octubre | 11:00    | Kevin Cacao        | 9          | 1         |
| Santa Lucía                                                            | 1 - 1     | Malacateco       | Cotzumalguapa   | 16 de octubre | 13:00    | Mario Escobar Toca | 3          | -         |
| Municipal                                                              | 0 - 1     | Antigua GFC      | El Trébol       | 16 de octubre | 15:00    | Julio Luna         | 10         | -         |
| Goles (promedio): 10 (1.67 por partido) Tarjetas amarillas/rojas: 33/1 |           |                  |                 |               |          |                    |            |           |

| Fecha 16                                                               | Fecha 16  | Fecha 16        | Fecha 16            | Fecha 16       | Fecha 16 | Fecha 16           | Fecha 16   | Fecha 16  |
| Local                                                                  | Resultado | Visitante       | Estadio             | Fecha          | Hora     | Árbitro            | Amonestado | Expulsado |
| ---------------------------------------------------------------------- | --------- | --------------- | ------------------- | -------------- | -------- | ------------------ | ---------- | --------- |
| Iztapa                                                                 | 4 - 1     | Achuapa         | El Morón            | 23 de octubre  | 12:00    | Ignacio Fuentes    | 4          | -         |
| Guastatoya                                                             | 2 - 1     | Xelajú MC       | David Cordón Hichos | 23 de octubre  | 14:00    | Mario Escobar Toca | 2          | -         |
| Xinabajul Huehue                                                       | 1 - 1     | Deportivo Mixco | Los Cuchumatanes    | 23 de octubre  | 17:00    | Walter López       | 8          | 1         |
| Malacateco                                                             | 1 - 0     | Municipal       | Santa Lucía         | 9 de noviembre | 12:00    | Armando Reyna      | 2          | -         |
| Comunicaciones                                                         | 2 - 1     | Santa Lucía     | Nacional            | 9 de noviembre | 19:00    | Mario Noriega      | 4          | -         |
| Antigua GFC                                                            | 2 - 0     | Cobán Imperial  | Pensativo           | 9 de noviembre | 20:00    | Julio Luna         | 3          | -         |
| Goles (promedio): 16 (2.67 por partido) Tarjetas amarillas/rojas: 23/1 |           |                 |                     |                |          |                    |            |           |

| Fecha 17                                                              | Fecha 17  | Fecha 17         | Fecha 17        | Fecha 17      | Fecha 17 | Fecha 17           | Fecha 17   | Fecha 17  |
| Local                                                                 | Resultado | Visitante        | Estadio         | Fecha         | Hora     | Árbitro            | Amonestado | Expulsado |
| --------------------------------------------------------------------- | --------- | ---------------- | --------------- | ------------- | -------- | ------------------ | ---------- | --------- |
| Municipal                                                             | 2 - 3     | Comunicaciones   | El Trébol       | 29 de octubre | 15:00    | Mario Escobar Toca | 6          | -         |
| Xelajú MC                                                             | 1 - 1     | Deportivo Mixco  | Mario Camposeco | 29 de octubre | 20:00    | Armando Reyna      | 6          | 1         |
| Achuapa                                                               | 0 - 3     | Antigua GFC      | El Cóndor       | 30 de octubre | 11:00    | Bryan López        | 5          | 1         |
| Cobán Imperial                                                        | 2 - 1     | Malacateco       | Verapaz         | 30 de octubre | 11:00    | Walter López       | 6          | -         |
| Iztapa                                                                | 0 - 1     | Xinabajul Huehue | El Morón        | 30 de octubre | 12:00    | Julio Luna         | 3          | -         |
| Santa Lucía                                                           | 1 - 0     | Guastatoya       | Cotzumalguapa   | 30 de octubre | 13:00    | Ignacio Fuentes    | 8          | -         |
| Goles (promedio): 15 (2.5 por partido) Tarjetas amarillas/rojas: 34/2 |           |                  |                 |               |          |                    |            |           |

| Fecha 18                                                               | Fecha 18  | Fecha 18       | Fecha 18            | Fecha 18       | Fecha 18 | Fecha 18          | Fecha 18   | Fecha 18  |
| Local                                                                  | Resultado | Visitante      | Estadio             | Fecha          | Hora     | Árbitro           | Amonestado | Expulsado |
| ---------------------------------------------------------------------- | --------- | -------------- | ------------------- | -------------- | -------- | ----------------- | ---------- | --------- |
| Comunicaciones                                                         | 2 - 2     | Cobán Imperial | Nacional            | 5 de noviembre | 18:00    | Armando Reyna     | 3          | -         |
| Deportivo Mixco                                                        | 0 - 0     | Santa Lucía    | Santo Domingo       | 5 de noviembre | 18:00    | Kevin Cacao       | 2          | -         |
| Antigua GFC                                                            | 4 - 1     | Iztapa         | Pensativo           | 5 de noviembre | 20:00    | Mario Noriega     | 5          | -         |
| Guastatoya                                                             | 1 - 3     | Municipal      | David Cordón Hichos | 6 de noviembre | 11:00    | Cristhofer Corado | 3          | -         |
| Malacateco                                                             | 1 - 0     | Achuapa        | Santa Lucía         | 6 de noviembre | 12:15    | Bryan Fernández   | 6          | -         |
| Xinabajul Huehue                                                       | 0 - 2     | Xelajú MC      | Los Cuchumatanes    | 6 de noviembre | 17:00    | Ignacio Fuentes   | 7          | -         |
| Goles (promedio): 16 (2.67 por partido) Tarjetas amarillas/rojas: 26/0 |           |                |                     |                |          |                   |            |           |

| Fecha 19                                                               | Fecha 19  | Fecha 19         | Fecha 19      | Fecha 19        | Fecha 19 | Fecha 19          | Fecha 19   | Fecha 19  |
| Local                                                                  | Resultado | Visitante        | Estadio       | Fecha           | Hora     | Árbitro           | Amonestado | Expulsado |
| ---------------------------------------------------------------------- | --------- | ---------------- | ------------- | --------------- | -------- | ----------------- | ---------- | --------- |
| Santa Lucía                                                            | 1 - 4     | Xelajú MC        | Cotzumalguapa | 12 de noviembre | 13:00    | Bryan López       | 2          | -         |
| Municipal                                                              | 1 - 0     | Deportivo Mixco  | El Trébol     | 12 de noviembre | 15:00    | Julio Luna        | 6          | -         |
| Cobán Imperial                                                         | 1 - 0     | Guastatoya       | Verapaz       | 12 de noviembre | 15:00    | Bryan Fernández   | 9          | 1         |
| Antigua GFC                                                            | 3 - 0     | Xinabajul Huehue | Pensativo     | 12 de noviembre | 19:00    | Cristhofer Corado | 11         | -         |
| Iztapa                                                                 | 2 - 1     | Malacateco       | El Morón      | 13 de noviembre | 12:00    | Astrid Gramajo    | 2          | -         |
| Achuapa                                                                | 2 - 1     | Comunicaciones   | El Cóndor     | 13 de noviembre | 15:00    | Kevin Cacao       | 4          | -         |
| Goles (promedio): 16 (2.67 por partido) Tarjetas amarillas/rojas: 34/1 |           |                  |               |                 |          |                   |            |           |

| Fecha 20                                                               | Fecha 20  | Fecha 20       | Fecha 20            | Fecha 20        | Fecha 20 | Fecha 20          | Fecha 20   | Fecha 20  |
| Local                                                                  | Resultado | Visitante      | Estadio             | Fecha           | Hora     | Árbitro           | Amonestado | Expulsado |
| ---------------------------------------------------------------------- | --------- | -------------- | ------------------- | --------------- | -------- | ----------------- | ---------- | --------- |
| Malacateco                                                             | 2 - 1     | Antigua GFC    | Santa Lucía         | 16 de noviembre | 12:15    | Mario Noriega     | 6          | -         |
| Guastatoya                                                             | 2 - 0     | Achuapa        | David Cordón Hichos | 16 de noviembre | 15:00    | Walter López      | 3          | 1         |
| Xinabajul Huehue                                                       | 2 - 1     | Santa Lucía    | Los Cuchumatanes    | 16 de noviembre | 17:00    | Julio Luna        | 9          | 1         |
| Deportivo Mixco                                                        | 2 - 2     | Cobán Imperial | Santo Domingo       | 16 de noviembre | 19:00    | Bryan López       | 5          | -         |
| Comunicaciones                                                         | 2 - 0     | Iztapa         | Nacional            | 16 de noviembre | 19:00    | Cristhofer Corado | -          | -         |
| Xelajú MC                                                              | 1 - 1     | Municipal      | Mario Camposeco     | 16 de noviembre | 21:00    | Kevin Cacao       | 7          | 1         |
| Goles (promedio): 16 (2.67 por partido) Tarjetas amarillas/rojas: 30/3 |           |                |                     |                 |          |                   |            |           |

| Fecha 21                                                              | Fecha 21  | Fecha 21         | Fecha 21    | Fecha 21        | Fecha 21 | Fecha 21          | Fecha 21   | Fecha 21  |
| Local                                                                 | Resultado | Visitante        | Estadio     | Fecha           | Hora     | Árbitro           | Amonestado | Expulsado |
| --------------------------------------------------------------------- | --------- | ---------------- | ----------- | --------------- | -------- | ----------------- | ---------- | --------- |
| Iztapa                                                                | 0 - 1     | Guastatoya       | El Morón    | 20 de noviembre | 12:00    | Julio Luna        | -          | -         |
| Malacateco                                                            | 2 - 1     | Xinabajul Huehue | Santa Lucía | 20 de noviembre | 13:00    | Kevin Cacao       | 5          | 1         |
| Achuapa                                                               | 4 - 1     | Deportivo Mixco  | El Cóndor   | 20 de noviembre | 15:00    | Armando Reyna     | 1          | -         |
| Municipal                                                             | 2 - 0     | Santa Lucía      | El Trébol   | 23 de noviembre | 15:00    | Walter López      | 12         | -         |
| Cobán Imperial                                                        | 1 - 0     | Xelajú MC        | Verapaz     | 23 de noviembre | 15:00    | Cristhofer Corado | 4          | -         |
| Antigua GFC                                                           | 3 - 0     | Comunicaciones   | Pensativo   | 23 de noviembre | 19:00    | Bryan López       | 6          | -         |
| Goles (promedio): 15 (2.5 por partido) Tarjetas amarillas/rojas: 28/1 |           |                  |             |                 |          |                   |            |           |

| Fecha 22                                                            | Fecha 22  | Fecha 22       | Fecha 22            | Fecha 22        | Fecha 22 | Fecha 22                           | Fecha 22   | Fecha 22  |
| Local                                                               | Resultado | Visitante      | Estadio             | Fecha           | Hora     | Árbitro                            | Amonestado | Expulsado |
| ------------------------------------------------------------------- | --------- | -------------- | ------------------- | --------------- | -------- | ---------------------------------- | ---------- | --------- |
| Comunicaciones                                                      | 2 - 1     | Malacateco     | Nacional            | 27 de noviembre | 11:00    | Ignacio Fuentes                    | 4          | -         |
| Guastatoya                                                          | 2 - 2     | Antigua GFC    | David Cordón Hichos | 27 de noviembre | 11:00    | Kevyn Rolando Cacao Cab            | 4          | -         |
| Santa Lucía                                                         | 1 - 3     | Cobán Imperial | Cotzumalguapa       | 27 de noviembre | 11:00    | Sergio Alexandre Reyna Möller      | 2          | -         |
| Xinabajul Huehue                                                    | 0 - 1     | Municipal      | Los Cuchumatanes    | 27 de noviembre | 11:00    | Cristhofer Corado                  | 1          | -         |
| Deportivo Mixco                                                     | 2 - 2     | Iztapa         | Santo Domingo       | 27 de noviembre | 11:00    | Walter Alexander López Castellanos | 1          | -         |
| Xelajú MC                                                           | 1 - 1     | Achuapa        | Mario Camposeco     | 27 de noviembre | 11:00    | Bryan Hamed López Castellanos      | 6          | -         |
| Goles (promedio): 18 (3 por partido) Tarjetas amarillas/rojas: 18/0 |           |                |                     |                 |          |                                    |            |           |

## Estadísticas individuales
| N. | Jugador           | Goles | Minutos | MPG    | Equipo         |
| -- | ----------------- | ----- | ------- | ------ | -------------- |
|    | Lucas Gómez       | 12    | 1345    | 112:50 | Antigua GFC    |
| 2  | Nicolás Martínez  | 12    | 1744    | 145:20 | Cobán Imperial |
| 3  | Darwin Lom        | 10    | 1455    | 145:30 | Xelajú MC      |
| 4  | Janderson Pereira | 9     | 1626    | 180:40 | Cobán Imperial |
| 5  | Jhony Cano        | 9     | 1752    | 194:40 | Iztapa         |

| N.° | Jugador             | Juegos | Goles | Promedio | Equipo           |
| --- | ------------------- | ------ | ----- | -------- | ---------------- |
|     | Adrián de Lemos     | 20     | 14    | 0.70     | Guastatoya       |
| 2   | José Calderón Frías | 20½    | 20    | 0.98     | Xelajú MC        |
| 3   | Ricardo Jerez       | 21     | 22    | 1.05     | Municipal        |
| 4   | Liborio Sánchez     | 20     | 25    | 1.25     | Xinabajul Huehue |
| 5   | Kenderson Navarro   | 15½    | 20    | 1.29     | Malacateco       |

## Fase final

### Cuadro
|  | Cuartos de final 30 de noviembre y 1 de diciembre (ida) 3 y 4 de diciembre (vuelta) | Cuartos de final 30 de noviembre y 1 de diciembre (ida) 3 y 4 de diciembre (vuelta) | Cuartos de final 30 de noviembre y 1 de diciembre (ida) 3 y 4 de diciembre (vuelta) | Cuartos de final 30 de noviembre y 1 de diciembre (ida) 3 y 4 de diciembre (vuelta) | Cuartos de final 30 de noviembre y 1 de diciembre (ida) 3 y 4 de diciembre (vuelta) |   |   | Semifinales 7 y 8 de diciembre (ida) 10 y 11 de diciembre (vuelta) | Semifinales 7 y 8 de diciembre (ida) 10 y 11 de diciembre (vuelta) | Semifinales 7 y 8 de diciembre (ida) 10 y 11 de diciembre (vuelta) | Semifinales 7 y 8 de diciembre (ida) 10 y 11 de diciembre (vuelta) | Semifinales 7 y 8 de diciembre (ida) 10 y 11 de diciembre (vuelta) |  |   | Finales 15 de diciembre (ida) 18 de diciembre (vuelta) | Finales 15 de diciembre (ida) 18 de diciembre (vuelta) | Finales 15 de diciembre (ida) 18 de diciembre (vuelta) | Finales 15 de diciembre (ida) 18 de diciembre (vuelta) | Finales 15 de diciembre (ida) 18 de diciembre (vuelta) |  |
|  |                                                                                     |                                                                                     |                                                                                     |                                                                                     |                                                                                     |   |   |                                                                    |                                                                    |                                                                    |                                                                    |                                                                    |  |   |                                                        |                                                        |                                                        |                                                        |                                                        |  |
|  |                                                                                     |                                                                                     |                                                                                     |                                                                                     |                                                                                     |   |   |                                                                    |                                                                    |                                                                    |                                                                    |                                                                    |  |   |                                                        |                                                        |                                                        |                                                        |                                                        |  |
|  | 1                                                                                   | Antigua GFC                                                                         | 1                                                                                   | 2                                                                                   | 3                                                                                   |   |   |                                                                    |                                                                    |                                                                    |                                                                    |                                                                    |  |   |                                                        |                                                        |                                                        |                                                        |                                                        |  |
|  | 1                                                                                   | Antigua GFC                                                                         | 1                                                                                   | 2                                                                                   | 3                                                                                   |   |   |                                                                    |                                                                    |                                                                    |                                                                    |                                                                    |  |   |                                                        |                                                        |                                                        |                                                        |                                                        |  |
|  | 8                                                                                   | Achuapa                                                                             | 1                                                                                   | 0                                                                                   | 1                                                                                   |   |   |                                                                    |                                                                    |                                                                    |                                                                    |                                                                    |  |   |                                                        |                                                        |                                                        |                                                        |                                                        |  |
|  | 8                                                                                   | Achuapa                                                                             | 1                                                                                   | 0                                                                                   | 1                                                                                   |   | 1 | Antigua GFC                                                        | 1                                                                  | 1                                                                  | 2                                                                  |                                                                    |  |   |                                                        |                                                        |                                                        |                                                        |                                                        |  |
|  |                                                                                     |                                                                                     |                                                                                     |                                                                                     |                                                                                     |   | 1 | Antigua GFC                                                        | 1                                                                  | 1                                                                  | 2                                                                  |                                                                    |  |   |                                                        |                                                        |                                                        |                                                        |                                                        |  |
|  |                                                                                     |                                                                                     | 5                                                                                   | Municipal                                                                           | 0                                                                                   | 0 | 0 |                                                                    |                                                                    |                                                                    |                                                                    |                                                                    |  |   |                                                        |                                                        |                                                        |                                                        |                                                        |  |
|  | 4                                                                                   | Malacateco                                                                          | 5                                                                                   | Municipal                                                                           | 0                                                                                   | 0 | 0 | 0                                                                  | 1                                                                  | 1                                                                  |                                                                    |                                                                    |  |   |                                                        |                                                        |                                                        |                                                        |                                                        |  |
|  | 4                                                                                   | Malacateco                                                                          |                                                                                     |                                                                                     |                                                                                     |   |   |                                                                    |                                                                    | 1                                                                  |                                                                    |                                                                    |  |   |                                                        |                                                        |                                                        |                                                        |                                                        |  |
|  | 5                                                                                   | Municipal                                                                           | 2                                                                                   | 0                                                                                   | 2                                                                                   |   |   |                                                                    |                                                                    |                                                                    |                                                                    |                                                                    |  |   |                                                        |                                                        |                                                        |                                                        |                                                        |  |
|  | 5                                                                                   | Municipal                                                                           | 2                                                                                   | 0                                                                                   | 2                                                                                   |   |   |                                                                    |                                                                    |                                                                    |                                                                    |                                                                    |  | 1 | Antigua GFC                                            | 0                                                      | 0                                                      | 0                                                      |                                                        |  |
|  |                                                                                     |                                                                                     |                                                                                     |                                                                                     |                                                                                     |   |   |                                                                    |                                                                    |                                                                    |                                                                    |                                                                    |  | 1 | Antigua GFC                                            | 0                                                      | 0                                                      | 0                                                      |                                                        |  |
|  |                                                                                     |                                                                                     | 2                                                                                   | Cobán Imperial                                                                      | 1                                                                                   | 0 | 1 |                                                                    |                                                                    |                                                                    |                                                                    |                                                                    |  |   |                                                        |                                                        |                                                        |                                                        |                                                        |  |
|  | 2                                                                                   | Cobán Imperial                                                                      | 2                                                                                   | Cobán Imperial                                                                      | 1                                                                                   | 0 | 1 | 0                                                                  | 1                                                                  | 1                                                                  |                                                                    |                                                                    |  |   |                                                        |                                                        |                                                        |                                                        |                                                        |  |
|  | 2                                                                                   | Cobán Imperial                                                                      |                                                                                     |                                                                                     |                                                                                     |   |   |                                                                    |                                                                    | 1                                                                  |                                                                    |                                                                    |  |   |                                                        |                                                        |                                                        |                                                        |                                                        |  |
|  | 7                                                                                   | Xelajú MC                                                                           | 0                                                                                   | 0                                                                                   | 0                                                                                   |   |   |                                                                    |                                                                    |                                                                    |                                                                    |                                                                    |  |   |                                                        |                                                        |                                                        |                                                        |                                                        |  |
|  | 7                                                                                   | Xelajú MC                                                                           | 0                                                                                   | 0                                                                                   | 0                                                                                   |   | 2 | Cobán Imperial                                                     | 1                                                                  | 2                                                                  | 3                                                                  |                                                                    |  |   |                                                        |                                                        |                                                        |                                                        |                                                        |  |
|  |                                                                                     |                                                                                     |                                                                                     |                                                                                     |                                                                                     |   | 2 | Cobán Imperial                                                     | 1                                                                  | 2                                                                  | 3                                                                  |                                                                    |  |   |                                                        |                                                        |                                                        |                                                        |                                                        |  |
|  |                                                                                     |                                                                                     | 3                                                                                   | Comunicaciones                                                                      | 0                                                                                   | 0 | 0 |                                                                    |                                                                    |                                                                    |                                                                    |                                                                    |  |   |                                                        |                                                        |                                                        |                                                        |                                                        |  |
|  | 3                                                                                   | Comunicaciones                                                                      | 3                                                                                   | Comunicaciones                                                                      | 0                                                                                   | 0 | 0 | 0                                                                  | 2                                                                  | 2                                                                  |                                                                    |                                                                    |  |   |                                                        |                                                        |                                                        |                                                        |                                                        |  |
|  | 3                                                                                   | Comunicaciones                                                                      |                                                                                     |                                                                                     |                                                                                     |   |   |                                                                    |                                                                    | 2                                                                  |                                                                    |                                                                    |  |   |                                                        |                                                        |                                                        |                                                        |                                                        |  |
|  | 6                                                                                   | Guastatoya                                                                          | 0                                                                                   | 0                                                                                   | 0                                                                                   |   |   |                                                                    |                                                                    |                                                                    |                                                                    |                                                                    |  |   |                                                        |                                                        |                                                        |                                                        |                                                        |  |
|  | 6                                                                                   | Guastatoya                                                                          | 0                                                                                   | 0                                                                                   | 0                                                                                   |   |   |                                                                    |                                                                    |                                                                    |                                                                    |                                                                    |  |   |                                                        |                                                        |                                                        |                                                        |                                                        |  |
|  |                                                                                     |                                                                                     |                                                                                     |                                                                                     |                                                                                     |   |   |                                                                    |                                                                    |                                                                    |                                                                    |                                                                    |  |   |                                                        |                                                        |                                                        |                                                        |                                                        |  |

### Cuartos de final

#### Comunicaciones - Guastatoya
| 30 de noviembre de 2022, 11:00 | Guastatoya | 0:0 (0:0) | Comunicaciones | David Cordón Hichos, Guastatoya |                             |
|                                |            | Reporte   |                | Árbitro(s): Bryan Fernández     | Árbitro(s): Bryan Fernández |

| , 3 de diciembre de 2022, 18:00 | Comunicaciones                    | 2:0 (0:0) | Guastatoya | Estadio Nacional, Ciudad de Guatemala |                              |
|                                 | Morales De León 58' · Samayoa 75' | Reporte   |            | Árbitro(s): Julio Cesar Luna          | Árbitro(s): Julio Cesar Luna |

Comunicaciones avanza a semifinales con un global de 2-0.

#### Malacateco - Municipal
| 30 de noviembre de 2022, 15:00 | Municipal                                | 2:0 (2:0) | Malacateco | El Trébol, Ciudad de Guatemala                          |                                                         |
|                                | José Morales 7' · Milcíades Portillo 13' | Reporte   |            | Asistencia: 15 000 espectadores Árbitro(s): Kevin Cacao | Asistencia: 15 000 espectadores Árbitro(s): Kevin Cacao |

| 3 de diciembre de 2022, 12:00 | Malacateco       | 1:0 (0:0) | Muncipal | Estadio Santa Lucía, Malacateco |                           |
|                               | Jhon Córdoba 85' | Reporte   |          | Árbitro(s): Armando Reyna       | Árbitro(s): Armando Reyna |

Municipal avanza a semifinales con un global de 2-1.

#### Antigua GFC - Achuapa
| 1 de diciembre de 2022, 15:00 | Achuapa         | 1:1 (0:0) | Antigua GFC          | El Cóndor, Jutiapa          |                             |
|                               | Bryan Lemus 55' | Reporte   | 59' Dewinder Bradley | Árbitro(s): Ignacio Fuentes | Árbitro(s): Ignacio Fuentes |

| 4 de diciembre de 2022, 18:00 | Antigua GFC                                 | 2:0 (1:0) | Achuapa | Estadio Pensativo, Antigua Guatemala |                          |
|                               | Dewinder Bradley 46' · Romario da Silva 52' | Reporte   |         | Árbitro(s): Walter López             | Árbitro(s): Walter López |

Antigua GFC avanza a semifinales con un global de 3-1.

#### Cobán Imperial - Xelajú MC
| 1 de diciembre de 2022, 21:00 | Xelajú MC | 0:0     | Cobán Imperial | Estadio Mario Camposeco, Quetzaltenango |                               |
|                               |           | Reporte |                | Árbitro(s): Cristhofer Corado           | Árbitro(s): Cristhofer Corado |

| 4 de diciembre de 2022, 14:30 | Cobán Imperial      | 1:0 (1:0) | Xelajú MC | Estadio Verapaz, Cobán  |                         |
|                               | Yeltsin Álvarez 23' | Reporte   |           | Árbitro(s): Bryan López | Árbitro(s): Bryan López |

Cobán Imperial avanza a semifinales con un global de 1-0.

### Semifinales

#### Cobán Imperial - Comunicaciones
| 7 de diciembre de 2022, 19:00 | Comunicaciones | 0:1 (0:0) | Cobán Imperial     | Estadio Nacional, Ciudad de Guatemala |                             |
|                               |                | Reporte   | 50' Thales Moreira | Árbitro(s): Ignacio Fuentes           | Árbitro(s): Ignacio Fuentes |

| , 10 de diciembre de 2022, 14:30 | Cobán Imperial                                | 2:0 (1:0) | Comunicaciones | Estadio Verapaz, Cobán   |                          |
|                                  | Janderson Pereira 10' · Robin Betancourth 64' | Reporte   |                | Árbitro(s): Walter López | Árbitro(s): Walter López |

Cobán Imperial avanza a la final con un global de 3-0.

#### Antigua GFC - Municipal
| 8 de diciembre de 2022, 20:00 | Municipal | 0:1 (0:0) | Antigua GFC              | Estadio Nacional, Ciudad de Guatemala |                           |
|                               |           | Reporte   | 82' (a.g.) Ricardo Jerez | Árbitro(s): Armando Reyna             | Árbitro(s): Armando Reyna |

| 11 de diciembre de 2022, 18:00 | Antigua GFC          | 1:0 (0:0) | Municipal | Estadio Pensativo, Antigua Guatemala |                         |
|                                | Dewinder Bradley 61' | Reporte   |           | Árbitro(s): Bryan López              | Árbitro(s): Bryan López |

Antigua GFC avanza a la final con un global de 2-0.

### Final
| 15 de diciembre de 2022, 15:00 | Cobán Imperial        | 1:0 (0:0) | Antigua GFC | Estadio Verapaz, Cobán  |                         |
|                                | Robin Betancourth 64' | Reporte   |             | Árbitro(s): Bryan López | Árbitro(s): Bryan López |

| 18 de diciembre de 2022, 18:00 | Antigua GFC | 0:0 (0:0) | Cobán Imperial | Estadio Pensativo, Antigua Guatemala |                          |
|                                |             | Reporte   |                | Árbitro(s): Walter López             | Árbitro(s): Walter López |

Cobán Imperial gana la final con un global de 1-0.

### Campeón
|                                                                   |
| Campeón Cobán Imperial                                            |
| 2.° título Clasificado a la Copa Centroamericana de Concacaf 2023 |